# 都馬調
都馬調是臺灣歌仔戲主要唱調之一，自「雜碎調」衍生曲調，由邵江海結合民間戲曲的唱調與曲改良而來。於1948年時「廈門都馬劇團」傳入臺灣，遂改為「都馬調」，該曲調因演唱速度多平緩，多用於敘事、抒情、感嘆與遊樂等場合，且旋律悅耳動聽，被歌仔戲演員廣泛學習，用於演出之中，蔚為風行。

## 歷史
都馬調為邵江海以臺灣歌仔戲的「錦歌」、「雜念調」、「雜碎調」為基礎，揉合「京劇」、「白字戲」的唱調與曲牌與民間小調，創作出全新的唱腔與曲調，名為「改良調」，並將抗戰期間受禁演的歌仔戲中改稱「改良戲」。:365-366因於1948年演出改良戲「廈門都馬劇團」來臺演出，而傳入臺灣，其旋律悅耳動聽，抒情或敘事皆宜，深受觀眾的喜愛，被歌仔戲演員廣泛學習應用於演出之中，因該曲調來自於「都馬班」，遂稱之為「都馬調」，遂漸成為歌仔戲曲調中與「七字調」一樣重要的聲腔:29。

### 廈門都馬劇團
「廈門都馬劇團」成立於1940年，原為改良戲班「新來春」，當局為加強抗戰宣傳，改名為「抗建劇團」，於1948年由葉福成重組劇團，再異名為「廈門都馬劇團」，簡稱為「都馬班」。「廈門都馬劇團」於利用淡季來臺灣演出，但受國共內戰影響，而滯留臺灣，後於1957年解散。

## 唱詞格式、曲調

### 唱詞格式
都馬調的詞、曲結構比七字調更自由而多變化，在臺灣最為常見唱詞格式為「七言四句」的形式，又稱為「四句聯」或「四句正」，結構規律方正，講求押韻，可加入襯字或虛字，使節奏生動靈活，富有變化；「長短句」的形式，於演唱中不拘字數、句式，押韻與平仄皆自由運用，易懂且口語化，但在臺灣較為少見。

### 曲調變化
都馬調的演出深受情感變化所影響演唱速度與板式，中板為基本板式，表現抒情、寫景與對答等情緒；慢板為表現較為深沉的哀傷情緒，將速度放慢，節奏拉寬；快板使用快節奏，以表現情緒的激動與憤怒，演唱中多使用十字句、十一句字句。